# Robert Scalio
Robert de Hauteville, dit « Robert Scalio » (Roberto Scalio en italien) est le troisième fils de Robert Guiscard, comte d'Apulie (1057) puis duc d'Apulie, de Calabre et de Sicile (1059), et de la princesse lombarde Sykelgaite de Salerne.

## Biographie
Né probablement dans les années 1060, il semble jouer un rôle mineur, restant dans l'ombre en tout cas, de son frère aîné Roger, dit « Borsa », successeur désigné de Guiscard, et à qui il signe plusieurs documents divers en tant que témoin. Il l'accompagne lors d'un séjour à Palerme en 1086. Il participe peut-être en 1081/85 aux opérations militaires dans les Balkans dirigées par Guiscard et par son demi-frère aîné Bohémond contre l'Empire byzantin. Mais c'est incertain, et, comme ses frères, il sera incapable de suivre les traces d'un père trop brillant et probablement inégalable.
Il meurt en avril 1110.